# مورگارو گومیس
مورگارو گومیس (انگلیسی: Morgaro Gomis؛ زادهٔ ۱۴ ژوئیهٔ ۱۹۸۵) بازیکن فوتبال اهل فرانسه است.
از باشگاه‌هایی که در آن بازی کرده‌است می‌توان به باشگاه فوتبال لوس، باشگاه فوتبال داندی یونایتد، باشگاه فوتبال مادرول، باشگاه فوتبال بارنت، باشگاه فوتبال داگنم و ردبریج، باشگاه فوتبال بیرمنگام سیتی، باشگاه ورزشی مون‌پلیه، و باشگاه فوتبال هارت آف میدلوتیان اشاره کرد.
وی همچنین در تیم ملی فوتبال سنگال بازی کرده‌است.